# M 72 (звёздное скопление)
Шаровое скопление M 72 (также известное как Объект Мессье 72 или NGC 6981) — шаровое звёздное скопление в созвездии Водолея.

## История открытия
Скопление было открыто Пьером Мешеном 29 августа 1780 года. Было включено в каталог кометоподобных объектов Шарлем Мессье 5 октября 1780 года после того как он взглянул на скопление.
M 72 находится за центром Галактики — на расстоянии 53000 световых лет от Земли.

## Наблюдения

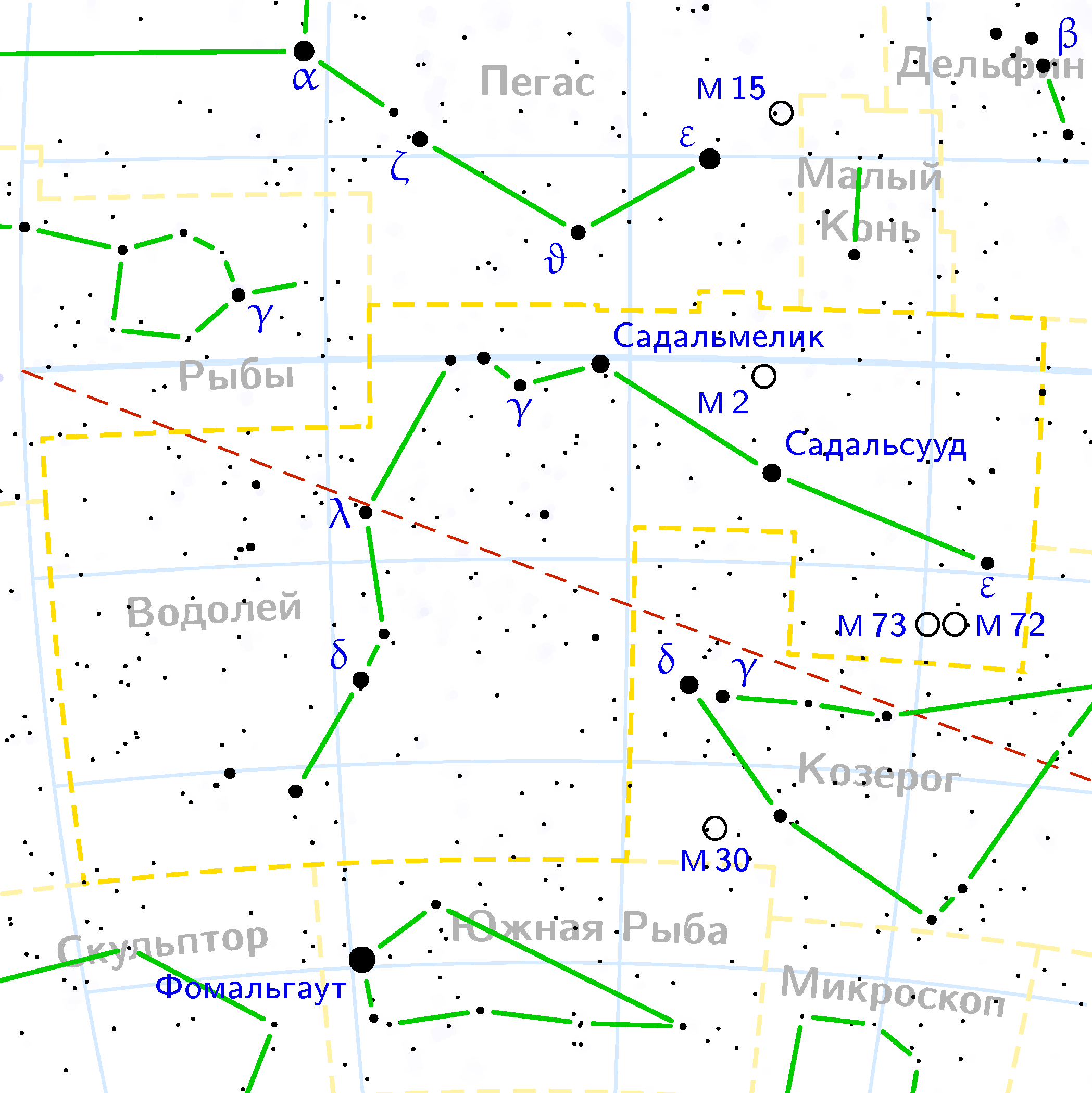
Шаровое скопление M 72 находится в созвездии Водолея

M 72 на западе Водолея — самое тусклое шаровое скопление в каталоге Мессье. Лучшее время наблюдения — лето. В бинокль, даже и светосильный, найти это тусклое скопление нелегко. Оно находится почти точно на восток от α Козерога и к югу от μ Водолея (менее градуса на восток от оранжевой звезды 6m). Лучше сразу переходить к поискам с помощью установленного в телескоп широкоугольного длиннофокусного окуляра, не рассчитывая, что скопление будет заметно в искатель.
При увеличениях от 200х это компактное скопление выглядит в виде диффузного округлого диска с несколькими звездами на южной и восточной периферии. В телескоп апертурой 350—400 мм можно заметить некоторую угловатость фигуры скопления и уже десятки звёздочек-искорок по всей площади M 72.

### Соседи по небу из каталога Мессье
- M 73 — (в полутора градусах на восток) Y-образный астеризм из четырёх звезд;
- M 30 — (на востоке Козерога) довольно яркое и крупное шаровое скопление;
- M 75 — (на юго-запад, в Стрельце) умеренно яркое шаровое скопление, вдали от ориентиров;
- M 2 — (на северо-восток) яркое и чрезвычайно плотное шаровое скопление;

### Последовательность наблюдения в «Марафоне Мессье»
…M 15 → M 70 → M 72 → M 75 → M 73…

## Изображения
Гал.долгота 35.1623° 

Гал.широта -32.6831° 

Расстояние 54 570 св. лет